# Portrait d'un jeune homme (Giorgione, Berlin)
Le Portrait d'un jeune homme ou Portrait Giustiniani est une peinture d'environ 1503-1504 fréquemment, mais pas universellement, attribuée au peintre italien de la Renaissance Giorgione. Elle est conservée à la Gemäldegalerie de Berlin.

## Source de traduction
- (en) Cet article est partiellement ou en totalité issu de l’article de Wikipédia en anglais intitulé « Giustiniani Portrait » (voir la liste des auteurs).